# Xénon 133
table
Le xénon 133, noté 133Xe, est l'isotope du xénon dont le nombre de masse est égal à 133 : son noyau atomique compte 54 protons et 79 neutrons avec un spin 3/2+ pour une masse atomique de 132,905 91 g/mol. Il est caractérisé par un excès de masse de −87 643 keV et une énergie de liaison nucléaire par nucléon de 8 412,6 keV. C'est un radioisotope de demi-vie 5,248 jours qui donne du césium 133 par désintégration β− :
133
54Xe ⟶ 133
55Cs + e− + νe.
Le xénon 133 se forme comme produit de fission de l'uranium 235 par des neutrons thermiques. 

Rendement en produits de fission par neutrons thermiques de 235U, 239Pu, une combinaison courante des deux, et 235U utilisé dans le cycle du combustible au thorium. 133Xe se forme abondamment à partir de 235U et 239Pu.

Le xénon 133 se forme en quantités équivalentes au césium 137 et à l'iode 131 et, comme c'est un gaz noble qui reste chimiquement inerte, il s'échappe facilement à travers les fissures et diffuse dans l'atmosphère où il peut être détecté en cas d'accident nucléaire ou d'essai nucléaire.
Compte tenu de sa nature gazeuse et de sa désintégration β, il est utilisé en médecine nucléaire pour évaluer la fonction pulmonaire et pour imager les poumons. Il est également utilisé pour imager le flux sanguin, notamment dans le cerveau.